# فراطبیعی (فیلم)
فراطبیعی (انگلیسی: Supernatural) فیلمی در ژانر ترسناک به کارگردانی ویکتور هوگو هالپرین است که در سال ۱۹۳۳ منتشر شد. از بازیگران آن می‌توان به کارول لمبارد اشاره کرد.